# Championnat de France N1H de kayak-polo 2008-2009
Navigation
Saison précédente Saison suivante
La saison 2008-2009 du championnat de France N1H de kayak-polo est la 26e édition du championnat de France de kayak-polo.

## Clubs participants
| \| Acigné · Agen · Auch · Avranches · Cestas · Château-Thébaud · Condé-sur-Vire · Corbeil-Essonnes · Lochrist · Montpellier · Pont-d'Ouilly · Saint-Omer · Strasbourg · Thury-Harcourt \| Localisation des équipes du championnat de France N1H de kayak-polo 2008-2009 |
| Acigné · Agen · Auch · Avranches · Cestas · Château-Thébaud · Condé-sur-Vire · Corbeil-Essonnes · Lochrist · Montpellier · Pont-d'Ouilly · Saint-Omer · Strasbourg · Thury-Harcourt                                                                                     |

| Clubs                                                | Villes           |
| ---------------------------------------------------- | ---------------- |
| Canoë Kayak Club Acigné                              | Acigné           |
| Canoë-Kayak Club Agenais                             | Agen             |
|                                                      | Auch             |
| Canoë-club d'Avranches                               | Avranches        |
| Sport athlétique Gazinet-Cestas                      | Cestas           |
|                                                      | Château-Thébaud  |
| Base de loisirs de canoë-kayak de Condé-sur-Vire     | Condé-sur-Vire   |
| Association Sportive de Corbeil-Essonnes Canoe-Kayak | Corbeil-Essonnes |
| C.L.P.I. Canoë                                       | Lochrist         |
| Montpellier Université Club Canoë Kayak              | Montpellier      |
| Club de Canoë-Kayak de Pont d'Ouilly                 | Pont-d'Ouilly    |
| Canoë-Kayak Club de Saint Omer                       | Saint-Omer       |
|                                                      | Strasbourg       |
| Kayak club de Thury-Harcourt                         | Thury-Harcourt   |

## La saison régulière

### Classement de la saison régulière
| #  | Équipe                 | Pts | J  | G  | N | P  | F | +   | -   | Diff |
| 1  | Condé-sur-Vire (T) (C) | 101 | 26 | 25 | 0 | 1  | 0 | 168 | 51  | 117  |
| 2  | Agen (F) (S)           | 93  | 26 | 21 | 4 | 1  | 0 | 134 | 49  | 85   |
| 3  | Acigné                 | 79  | 26 | 16 | 5 | 5  | 0 | 96  | 66  | 30   |
| 4  | Avranches              | 74  | 26 | 14 | 6 | 6  | 0 | 87  | 53  | 34   |
| 5  | Montpellier            | 70  | 26 | 13 | 5 | 8  | 0 | 96  | 89  | 7    |
| 6  | Cestas                 | 68  | 26 | 13 | 3 | 10 | 0 | 73  | 81  | -8   |
| 7  | Pont-d'Ouilly          | 65  | 26 | 12 | 3 | 11 | 0 | 82  | 85  | -3   |
| 8  | Saint-Omer             | 62  | 26 | 11 | 3 | 12 | 0 | 95  | 89  | 6    |
| 9  | Lochrist               | 53  | 26 | 8  | 3 | 15 | 0 | 66  | 89  | -23  |
| 10 | Château-Thébaud (P)    | 49  | 26 | 7  | 2 | 17 | 0 | 54  | 95  | -41  |
| 11 | Thury-Harcourt         | 47  | 26 | 6  | 3 | 17 | 0 | 73  | 120 | -47  |
| 12 | Strasbourg (P)         | 47  | 26 | 7  | 0 | 19 | 0 | 78  | 131 | -53  |
| 13 | Auch (P)               | 41  | 26 | 4  | 3 | 19 | 0 | 74  | 116 | -42  |
| 14 | Corbeil-Essonnes       | 39  | 26 | 3  | 4 | 19 | 0 | 57  | 119 | -62  |

|     | Qualification pour le Tournoi des As 2009 |
|     | Relégation en N2H                         |
| (T) | Tenant du titre 2008                      |
| (F) | Finaliste 2008                            |
| (P) | Promu 2008                                |
| (C) | Vainqueur Coupe de France                 |
| (S) | Vainqueur du Tournoi des As 2008          |